# Бишофсхофен
Бишофсхофен (нем. Bischofshofen) град је у долини реке Салзак у Алпима, у покрајини Салцбург, Аустрија. Град има 10.061 становника.
Град је важан железнички чвор и налази се на аутопуту А10, који води кроз Алпе.
Финално такмичење традиционалне турнеје четири скакаонице у ски скоковима се одржава сваке године на Пол-Ојсерлејтнер брду у Бишофсхофену око 6. јануара.

## Становништво
| 1981. | 1991.  | 2001.  | 2011.  |
| ----- | ------ | ------ | ------ |
| 9.501 | 10.138 | 10.087 | 10.286 |

По процени из 2016. у граду је живело 10483 становника.

## Села у Бишофсхофену и популација
- Алпфарт - 149
- Бишофсхофен - 7.134
- Бухберг - 440
- Гајнфелд - 109
- Хајдберг - 98
- Кројцберг - 263
- Лајдерег - 488
- Митербергхитен - 1.323
- Винкл - 83
- Астен - 50

## Политика
Политичке партије у градском већу Бишофсхофена су:
- SPÖ (13 мандата)
- ÖVP (10 мандата)
- FPÖ (2 мандата)

Градоначелник Бишофсхофена је Јаком Рормозер (ÖVP).

## Спорт
Бишофсхофен скакаоница је позната широм света. Овде се сваке године одржава последња трка од турнира четири скакаонице. 1999 је био и место одржавања такмичења у склопу Светског првенства у нордијском скијању. Фудбалски клуб Бишофсхофен деценијама је трећи најуспешнији тим у Салцбургу.

## Образовање
У граду се налазе:
- Основне школе:
  - VS "Markt"
  - VS "Neue Heimat"
  - VS "Pöham"
- Средње школе:
  - "Hermann-Wielandner-HS"
  - "Franz-Moßhammer-HS"
- Професионално образовање:
  - Политехничка школа
  - Приватна гимназија "Sankt Rupert"
  - Туристичка школа
  - BAKIP, савезна установа за предшколско васпитање
  - Смер музичке школе

## Партнерски градови
- Адехе
- Унтерхахинг